# Cha Kwang-su
Cha Kwang-su (* 25. Februar 1979) ist ein ehemaliger nordkoreanischer Ringer. Er war 2005 Asienmeister im griechisch-römischen Stil im Bantamgewicht.

## Werdegang
Über die persönlichen Verhältnisse von Cha Kwang-su ist nichts bekannt. Seine internationale Ringerlaufbahn begann im Jahre 2002 mit der Teilnahme an den Asien-Spielen in Busan. Er startete dort im Federgewicht im griechisch-römischen Stil und belegte den 9. Platz. 2004 startete er sich in Taschkent bei einem Olympia-Qualifikations-Turnier, kam aber im Federgewicht nur auf den 10. Platz. Dieser Platz reichte für eine Startberechtigung bei den Olympischen Spielen in Athen nicht aus.
2005 wurde er dann in Wuhan Asienmeister im Bantamgewicht vor Im Dae-won aus Südkorea und Mukesh Chatri aus Indien. Auch bei den Asien-Spielen 2006 in Doha gewann er eine Medaille, die bronzene. Sieger wurde dort Jiao Hua Feng aus der Volksrepublik China vor Jassin Amiri aus dem Iran.
Bei den Asienmeisterschaften 2007 in Bischkek und 2008 in Jeju/Südkorea erreichte Cha Kwang-su jeweils das Finale, in dem er aber beide Male gegen den Ausnahmeringer Hamid Soryan Reihanpour aus dem Iran unterlag. 2008 nahm er dann auch an den Olympischen Spielen in Peking teil. Er verlor dort aber im Bantamgewicht gleich seinen ersten Kampf gegen Jagniel Hernandez aus Kuba. Da dieser das Finale nicht erreichte, schied er aus und kam nur auf den 15. Platz.
Danach beendete er seine internationale Ringerlaufbahn.

## Internationale Erfolge
| Jahr | Platz | Wettbewerb                           | Gewichtsklasse | Ergebnisse                                                                                                   |
| 2002 | 9.    | Asien-Spiele in Busan                | Feder          | Sieger: Kang Kyung-il, Südkorea vor Dilshod Aripov, Usbekistan                                               |
| 2004 | 10.   | Olympia-Qualif.-Turnier in Taschkent | Feder          | Sieger: Nurlan Koischaiganow, Kasachstan vor Davor Štefanek, Serbien                                         |
| 2004 | 5.    | Asienmeisterschaft in Alma-Ata       | Bantam         | hinter Asset Imanbajew, Kasachstan, Im Dae-won, Südkorea, Hassan Rangraz, Iran und Akbar Kusijew, Usbekistan |
| 2005 | 1.    | Asienmeisterschaft in Wuhan          | Bantam         | vor Im Dae-won, Mukesh Chatri, Indien und Singo Hirai, Japan                                                 |
| 2006 | 2.    | Asienmeisterschaft in Alma-Ata       | Bantam         | hinter Lee Jung-baek, Südkorea, vor Hamid Banitamin, Iran und Akbar Kusijew                                  |
| 2006 | 3.    | Asien-Spiele in Doha                 | Bantam         | hinter Jiao Feng, China und Jassin Amiri, Iran                                                               |
| 2007 | 2.    | Asienspiele in Bischkek              | Bantam         | hinter Hamid Soryan Reihanpour, Iran, vor Lee Jung-baek, Südkorea und Eldar Hafisow, Usbekistan              |
| 2008 | 2.    | Asienmeisterschaft in Jeju/Südkorea  | Bantam         | hinter Hamid Soryan Reihanpour, vor Kohei Hasegawa, Japan und Ermek Kuketow, Kasachstan                      |
| 2008 | 15.   | OS in Peking                         | Bantam         | nach einer Niederlage gegen Jagniel Hernandez, Kuba                                                          |

## Erläuterungen
- alle Wettbewerbe im griechisch-römischen Stil
- OS = Olympische Spiele
- Bantamgewicht, Gewichtsklasse bis 55 kg, Federgewicht, bis 60 kg Körpergewicht